# Hermann Kanzler
Hermann Kanzler (n. 28 martie 1822, Weingarten (Baden), Baden-Württemberg, Germania – d. 6 ianuarie 1888, Roma, Regatul Italiei) a fost un general german, comandantul armatei pontificale în luptele cu forțele regale italiene din Risorgimento.
În data de 3 noiembrie 1867 l-a învins pe Giuseppe Garibaldi în Bătălia de la Mentana⁠(en)[traduceți].
La 20 septembrie 1870, după breșa efectuată de armata italiană în Zidul Aurelian, a încetat lupta, la ordinul papei Pius al IX-lea. Papa a preîntâmpinat astfel pierderea de vieți omenești, demonstrând însă caracterul violent al anexării Romei de către Regatul Italiei.
Hermann Kanzler a deținut în continuare, până la decesul său, funcția de ministru pontifical al Apărării și de comandant al trupelor pontificale, retrase în interiorul Cetății Vaticanului.
A fost înmormântat în cimitirul Campo Verano. Inscripția de pe mormântul său este BONVS MILES („Bun soldat”).